# Myrmecochilus
Myrmecochilus är ett släkte av skalbaggar. Myrmecochilus ingår i familjen Cetoniidae.
Kladogram enligt Catalogue of Life:
| Myrmecochilus | \| \| Myrmecochilus marshalli \| \| \| \| \| \| Myrmecochilus neglectus \| \| \| \| |
|               | \| \| Myrmecochilus marshalli \| \| \| \| \| \| Myrmecochilus neglectus \| \| \| \| |
|               | Myrmecochilus marshalli                                                             |
|               |                                                                                     |
|               | Myrmecochilus neglectus                                                             |
|               |                                                                                     |